# Buccinum baeri
Buccinum baeri is een soort in de klasse van de Gastropoda (Slakken).
Het dier komt uit het geslacht Buccinum en behoort tot de familie Buccinidae. Buccinum baeri werd in 1848 beschreven door Alexander von Middendorff.